# Stirpes Novae aut Minus Cognitae
Stirpes Novae aut Minus Cognitae (abreviado Stirp. Nov., y completo Stirpes novae, aut minus cognitae, quas descriptionibus et iconibus Illustratae) es un libro con ilustraciones y descripciones botánicas que fue escrito por el magistrado francés del siglo XVIII, y  apasionado botánico, Charles Louis L'Héritier de Brutelle. Fue publicado en fascículos. 

## Publicación
- Fascículo n.º 1: i-vi, 1-20 - 1785;
- Fascículo n.º 2: vii-viii, 21-40 - 1786 o 1785;
- Fascículo n.º 3: ix-x, 41-62 - 1786;
- Fascículo n.º 4: xi-xii, 63-102 - 1788;
- Fascículo n.º 5: xiii-xiv, 103-134 - 1789;
- Fascículo n.º 6: xv-xvi. 135-181 - 1791;
- Fascículo n.º 7-9: plates 85-107, 109-124 - 1805.